# Rui En
Lu Rui En (29 de enero de 1981), más conocida por su nombre artístico como Rui En (瑞恩), es una cantante y actriz singapuresa.
Rui En fue descubierta en un concurso de talentos, después de haber publicado su imagen como un anuncio publicitario en una tarjeta de la empresa estatal Singapur Telecomunicaciones,  siendo una de las intérpretes iconos en el 2001. Se le ofreció un contrato de gestión en general por "Artiste Networks", para obtener una sección de Registros. En el 2002, Rui En debutó como actriz con su primer drama titulado "No Problem"!. Desde el 2004, ha participado con un promedio de dos y cincuenta y nueve dramas por año. A finales del 2002, Rui En inició su carrera musical en Taiwán, con son su primer álbum titulado "Rui Σn vol. 01", bajo la compañía discográfica de Alfa Music. Rui En lanzó su segundo álbum en Singapur bajo el sello de Hype Records, titulado "United Nations", a finales del 2008.
Cabe destacar que a partir del 2007, Rui En ganó una reserva considerable de fanes, que le valió un título denominado "La actriz más popular de la televisión local" entre el 2010 y el 2011. RBKD (chino: 瑞 不可 当) es su club de fanes oficial de la artista, de acuerdo con el grupo, el nombre fue inspirado en el idioma chino, 锐不可当 (pinyin: Rui bù ke Dang), que significaba 'Rui En es imparable'.
Ampliamente reconocida por su actuación, Rui En ha ganado premios como la Mejor Actriz del año, entre el 2011 hasta el 2013. Ella ganó por primera vez el "Premio a la Mejor Actriz" en el 2011, por la interpretación de su personaje en "With You", una serie dramática de televisión de Singapur de mayor audiencia en el año 2010. Cariñosamente reconocida por sus personajes de policías femeninas, Rui En fue galardonada como la "Mejor Actriz por la interpretación de su Personaje Protagónico", esto en los Premios de Asia televisión en el 2012. Ella ganó su tercer premio como actriz al año siguiente en el 2013 en "Star Awards", por la misma interpretación de su personaje en dicha serie. Fue nominada en la categoría como la Mejor Actriz por cuarto año consecutivo del 2014, convirtiéndose en la primera actriz tras participar en series tituladas Zoe Tay y Fann Wong, en la que fueron nominados en esa categoría por 7 años consecutivos a partir desde 1995 al 2001.
En el 2013, Rui En fue elegida como la portavoz de L'Oréal de París, un Código de Juventud, convirtiéndose en la primera portavoz de su país Singapur para la marca internacional de cosméticos. 

## Discografía

### Álbumes
- Rui ∑n vol. 01 芮恩Rui ∑n同名專輯 (diciembre de 2002)
- United Nations 共和國 (octubre de 2008)

### Compilaciones
- Morning Express VI 阳光系列6  (2003)

This compilation album consists of Rui En's The Way To Be Happy 快乐方式 (Track 3) and Test 考验 (Track 9). The songs were released under Rui En's birth name – 卢瑞恩 (Lú Ruì'ēn).
- Celebrating 25 Years of Chinese Drama Collector's Edition 戏剧情牵25 (2007)

This album is a Collector's Edition composed of memorable theme songs spanning across the Singapore Chinese Drama's Twenty-Five years' History. Tracks from Rui En include a remix version of "The Way To Be Happy 快乐方式" and "Unfreeze 解冻". The songs were released under Rui En's stage name – 芮恩 (Ruì'ēn).

### Singles
- Listen to Your Heart

This is the theme song for The Community Chest of Singapore and there are English and Mandarin versions to this song. The songs were released in the form of a Single.
- Reach Out for the Skies (2005)

This is the theme song for National Day Parade, 2005 and there are English and Mandarin versions to this song. Music videos were produced for both versions.
- Listen to Your Heart – Remix (2009)

A remix version of the theme song for The Community Chest of Singapore, the Mandarin track was first performed on televised charity show, TrueHearts Show 2009. The EP released in November 2009 consisted of the original tracks and the remixes in both English and Mandarin. This graphic artwork for this single was designed by Rui En's fan club, RBKD, on behalf of The Community Chest of Singapore.
- Sky's The Limit

A single by Taufik Batisah featuring Rui En.
- 麻木 (2013)

A single by Rui En.

### Temas de dramas de televisión
- Beautiful Connection – "The Way To Be Happy 快乐方式 "(2003)

This song was nominated as Best Drama Theme Song in Star Awards 2003 and was first released in Morning Express VI. A remix version was released in Celebrating 25 Years of Chinese Drama Collector's Edition.
- No Problem! – "Test 考验" (2003)

This is an insert song released in Morning Express VI.
- Love at 0 °C – "Unfreeze 解冻" (2006)

This was Rui En's first set of self-penned lyrics published and also her first and only theme song for the drama she is starring in. This song is released in Celebrating 25 Years of Chinese Drama Collecter's Edition.
- By My Side – "Slow Dance 慢舞" (2008)

This is an insert song found in Rui En's United Nations.

## Filmografía

### Dramas mediaCorp Canal 8
| Año  | Título                      | Personaje                       | Reedición |  |
| ---- | --------------------------- | ------------------------------- | --- |  |
| 2002 | No Problem!                 | Jessica                         | Rui En's debut drama. |  |
| 2004 | My Mighty-in-Laws           | Li Yingying 李盈盈              | |  |
| 2005 | You Are the One             | Yukikko Hao Meide 郝美德        | |  |
| 2005 | Beyond The aXis of Truth II | Fang Xiuxiu 方秀秀              | Special appearance |  |
| 2005 | A Promise for Tomorrow      | Fang Fang 方方                  | Rui En's first leading role. |  |
| 2006 | Love at 0°C                 | Sun Yixin 孙逸欣                | See also: Drama Theme Songs by Rui En |  |
| 2007 | Honour and Passion          | Bao Wenwei 宝文卫               | Second highest rated drama of the year. |  |
| 2007 | Metamorphosis               | An Xiaoqian 安晓茜              | Star Awards for Best Drama of the Year 2007. See also: Controversies: Metamorphosis |  |
| 2008 | By My Side                  | Zhang Yuhang 张宇航             | Top 8 Most Popular Female Characters. See also: Controversies: By My Side |  |
| 2009 | The Dream Catchers          | Lin Jiaqi 林佳琪                | Star Awards 2010 for Top 5 Favourite Female Characters & Best On-Screen Couple with Elvin Ng. |  |
| 2009 | My School Daze              | Isabel Teo Zhang Luoyun 张洛芸  | Star Awards 2010 for Top 10 Favourite Female Characters. |  |
| 2010 | Happy Family                | Yang Xiaodong 杨小冬            | Star Awards 2011 for Most Favourite Female Character – Yang Xiaodong |  |
| 2010 | With You                    | Yap See Kee Ye Siqi 叶思琪      | Highest rated drama of the year. Star Awards 2011 for Rui En's first Best Actress nomination & award Star Awards 2011 for Top 3 Favourite On-Screen Couple (Drama)                                                                            |  |
| 2010 | Unriddle                    | Hu Xiaoman 胡小曼               | Police Blockbuster in 2010. |  |
| 2011 | A Tale of 2 Cities          | Zhang Ya Le 章雅乐              | Highest rated debut episode in 2011. Star Awards 2012 for favourite female character |  |
| 2011 | The In-Laws                 | Wang Jiazhen 王佳珍             | Highest rated finale episode in 2011. |  |
| 2011 | Code of Honour              | Ou Kelu 欧可璐                  | First martial arts show produced by MediaCorp in 10 years. Star Awards 2012 for favourite on-screen couple with Elvin Ng. |  |
| 2011 | On the Fringe (2011)        | Lin Shasha 林莎莎               | Rui En's first role as a blind girl. |  |
| 2012 | Unriddle 2                  | Hu Xiaoman 胡小曼               | Sequel to Unriddle Rui En's first Asian Television Award nomination & award in Best Actress in a Leading Role. Star Awards 2013 for favourite on-screen couple with Elvin Ng. Star Awards 2013 for Best Actress in a leading role             |  |
| 2012 | Joys of Life                | Han Yongyong 韩咏咏             | In celebration of Mediacorp Channel 8's 30 years of Singapore Drama. |  |
| 2012 | Poetic Justice              | Liu Yanzhi 刘言之               | Rui En's first role as a reporter and news anchor. Star Awards 2013 for favourite female character. |  |
| 2013 | C.L.I.F. 2                  | Ng Tze Keat Huang Zhijie 黄芷婕 | A sequel to C.L.I.F. Star Awards 20 nomination for favourite on-screen couple with Li Nanxing |  |
| 2013 | The Dream Makers            | Fang Tonglin 方彤琳             | Mediacorp Channel 8's 2013 Mid-Year Blockbuster In celebration of 50 years of Broadcast TV in Singapore. Star Awards 20 nomination for Best Actress in a leading role, favourite female character and favourite on-screen couple with Qi Yuwu |  |
| 2013 | Sudden                      | Cheng Chuning 程楚宁            | Rui En's first law drama and her first role as a lawyer. Rui En's second Asian Television Award nomination for best actress in a leading role.                                                                                                |  |
| 2014 | C.L.I.F. 3                  | Ng Tze Keat Huang Zhijie 黄芷婕 | A sequel to C.L.I.F. 2 Star Awards nomination for favourite on-screen couple with Li Nanxing |  |
| 2014 | Against The Tide            | Qiu Xueqing 邱雪清              | Rui En's first role as a psychologist and villain Star Awards nomination for Best Actress in a leading role and Favourite Female Character |  |
| 2015 | Life Is Beautiful           | Shen Chuyi 沈初一               | Rui En's first role as a kidney patient. |  |
| 2015 | The Journey: Our Homeland   | Yang Meixue 杨美雪              | Channel 8 50th anniversary year-end blockbuster. Last part of the trilogy |  |
| 2015 | The Dream Makers 2          | Fang Tonglin 方彤琳             | Sequel to The Dream Makers |  |

### Otros notables programas de televisión
| Año  | Título                               | Tipo                         | Canal             | Reedición          |
| ---- | ------------------------------------ | ---------------------------- | ----------------- | ------------------ |
| 2003 | Gotcha I                             | Variety show                 | Channel 5         | Co-Host: Kui Jien  |
| 2003 | Chemistry                            | Drama                        | Channel 5         | Role: Rachel       |
| 2003 | A Toast of Love                      | Sitcom                       | Channel 8         | Role: Angela       |
| 2004 | Achar! II                            | Sitcom                       | Channel 5         | Role: Stephanie    |
| 2005 | High on Life                         | Drama                        | Channel 5         | Special Appearance |
| 2008 | Sense of Home: Kampung Kid (Camboya) | Telemovie                    | Channel 5         | Role: Caroline     |
| 2010 | Lodge With Me: Hokkaido              | Travelogue                   | Channel 8         | Host               |
| 2015 | "The Worlds of Georgette Chen"       | Three-part Documentary Drama | Channel News Asia | Georgette Chen     |